# Vaskî, Poltava
Vaskî (în ucraineană Васьки) este un sat în comuna Maciuhî din raionul Poltava, regiunea Poltava, Ucraina.

## Demografie
Componența lingvistică a localității Vaskî
     Ucraineană (97,78%)
     Rusă (2,22%)
Conform recensământului din 2001, majoritatea populației localității Vaskî era vorbitoare de ucraineană (97,78%), existând în minoritate și vorbitori de rusă (2,22%).